# NGC 2394
NGC 2394 – grupa gwiazd znajdująca się w gwiazdozbiorze Małego Psa, prawdopodobnie gromada otwarta. Odkrył ją William Herschel 28 grudnia 1785 roku. Znajduje się w odległości ok. 3066 lat świetlnych od Słońca.